# Canjáyar
Canjáyar es una localidad y municipio español de la provincia de Almería en la comunidad autónoma de Andalucía, situado en la comarca de la Alpujarra Almeriense, en el Valle del Andarax. Su población en el año 2014 fue de 1365 habitantes (INE). Su término municipal tiene una superficie de 66,87 km² y la localidad está situada a una altitud de 609 m s. n. m. y a una distancia de 47 km de la capital de provincia, Almería.

## Toponimia
Hacia los siglos X y XI se conocía a Canjáyar como Qansayar, mientras que para la era cristiana este nombre evolucionó a Canxayar.

## Naturaleza

### Clima
El clima de Canjáyar es mediterráneo típico con influencia continental. Las precipitaciones son muy escasas, ya que no superan los 300 mm anuales. Los veranos son muy calurosos y secos, con máximas que pueden superar los 40°C, e incluso los 45°C en los veranos más bochornosos. Los inviernos por su parte son fríos, con temperaturas que suelen oscilar entre los 0°C y 15°C, aunque es raro registrar valores bajo cero. Las heladas tampoco son habituales en el núcleo de población , aunque si suelen hacer su aparición en las serranías.

### Zonas protegidas
Ubicado en la ladera sur de Sierra Nevada, el término municipal de Canjáyar cubre parte tanto del Parque Natural de Sierra Nevada; como del Parque Nacional de Sierra Nevada, ocupando este último un 5,1% del total municipal.

## Historia

### Prehistoria y Edad Antigua
Lo orígenes de Canjáyar se remontan a la Edad del Cobre. En la Cueva de Nieles, en el pasado siglo, se encontraron restos prehistóricos que responden a esa época. También se encontraron vestigios de explotaciones romanas aportando datos que permiten ratificar su presencia en Canjáyar.

### Edad Media y Moderna
Las primeras menciones de esta villa se las debemos al geógrafo árabe AI-Idrisi, cuando en el siglo X menciona Qansayar, poseyendo una fortificación defensiva. Más adelante, en los siglos XIV y XV, la villa de Canjáyar se sitúa dentro de la Taha de Lúchar, disfrutando de una próspera economía beneficiada por sus posibilidades hídricas. Los aprovechamientos agroganaderos fundamentarán la base de la economía, hasta que la minería de plomo, a finales del siglo XVIII, se consolide como sólido recurso del municipio. Pero no será hasta 1835 cuando se produzca el despertar económico de esta villa con la introducción del cultivo de la uva de mesa y, sobre todo, a partir de la fundación del cauce Exaltación de la Santa Cruz, que permitiría ampliar exponencialmente la superficie de regadío.

### Edad Contemporánea
En el siglo XIX se inicia el cultivo de la uva de Ohanes que traerá consigo un importante desarrollo. Las crisis continuas con que se inicia el siglo XX, traerá consigo el cierre definitivo, en 1924, del mercado americano para la exportación de la uva de Ohanes. Este hecho provocará una crisis que arrastrará hasta nuestros días. La agricultura irá diversificando los cultivos y sustituyendo el parral por otras variedades: cereales, olivo, frutales.

## Geografía humana

### Organización territorial
Además de la cabecera municipal, Canjáyar cuenta también con otra entidad de población según el nomenclátor publicado por el Instituto Nacional de Estadística: La Barriada de Alcora.

### Demografía
Cuenta con una población de 1134 habitantes (INE 2024).
| Gráfica de evolución demográfica de Canjáyar entre 1842 y 2021                                                        |
| |
| Población de derecho según los censos de población del INE. Población de hecho según los censos de población del INE. |

A finales del siglo XIX y principios del XX la población creció hasta los 3000 habitantes debido a los numerosos puestos de empleo que generó el "boom" de la producción de la uva de Ohanes y de la propia comarca de Andarax.
Hoy día, sin embargo, como se puede observar en el cuadro, la tendencia demográfica es negativa.

### Economía

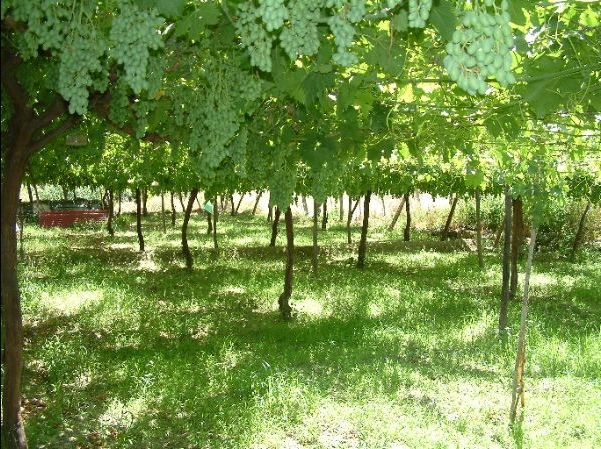
Parrales en Canjáyar.

#### Evolución de la deuda viva municipal
| Gráfica de evolución de Deuda viva del Ayuntamiento de Canjáyar entre 2008 y 2019                                |
| |
| Deuda viva del Ayuntamiento de Canjáyar en miles de Euros según datos del Ministerio de Hacienda y Ad. Públicas. |

#### Agricultura
| Cultivos herbáceos    | Superficie                            | 21 ha            |
| Cultivos herbáceos    | Principal cultivo herbáceo de regadío | Judía verde      |
| Cultivos herbáceos    | Superficie cultivada de judía verde   | 7                |
| Cultivos herbáceos    | Principal cultivo herbáceo de secano  | Cebada           |
| Cultivos herbáceos    | Superficie cultivada de cebada        | 2 ha.            |
| Cultivos leñosos      | Superficie                            | 527 ha           |
| Cultivos leñosos      | Principal cultivo leñoso de regadío   | Olivar de aceite |
| Cultivos leñosos      | Superficie de olivar de regadío       | 168 ha           |
| Cultivos leñosos      | Principal cultivo leñoso de secano    | Almendro         |
| Cultivos leñosos      | Superficie de almendro                | 189 ha           |
| Tractores registrados |                                       |                  |

### Industria y servicios
Posee almazaras de molturación de aceituna para producir aceite, como la "Almazara de Canjáyar" y la cooperativa "Vega del Andarax".

## Símbolos

### Bandera
La bandera de Canjáyar tiene la siguiente descripción:

Bandera rectangular de proporciones 2:3, de color azul; en su centro, con dimensiones adecuadas al paño del vexilo, una gavilla de trigo atada con una cinta, de color amarillo, puesta en situación de barra, con las espigas hacia el batiente.
BOJA Boletín número 7 de 20/01/2000

### Escudo
El escudo de armas de la villa de Canjáyar tiene el siguiente blasón:

En campo de azur una gavilla una gavilla de trigo, de oro, atada con una cinta del mismo metal, puesta en situación de barra. Al timbre, corona real cerrada.

### Himno
Hay un pueblo blanco/ entre las montañas/ el más pintoresco/ de las Alpujarras.

Buscando el regazo/ de Sierra Nevada/ se exhibe y se esconde/ y juega en sus faldas.
Estrellas y luna/ lo bañan de plata/ y lo dejan sólo/ a la luz del alba.
Venera la Cruz/ su Luz y Esperanza/ en la Taha de Lúchar/ Villa de Canjáyar.
Música
Parieron sus tierras/ guerreros de raza,/ recios labradores/ de arado y azada,
sabios y humanistas/ de alcurnia y de fama;/ sufíes y poetas/ que rezan y cantan.
Su cueva de Nieles/ guarda en las entrañas/ tesoros de historia/ de pueblos y razas.
Es su Acequia Gorda/ borbotón de agua/ fuente de la vida/ manantial del alma.
Hay un pueblo blanco/ entre las montañas/ el más pintoresco/ de las Alpujarras.
"Sus viejos olivos/ junto a verdes parras/ ofrecen paisajes/ de paz y de magia".

Venera la Cruz/ su Luz y Esperanza/ en la Taha de Lúchar/ Villa de Canjáyar/ Villa de Canjáyar.

## Política

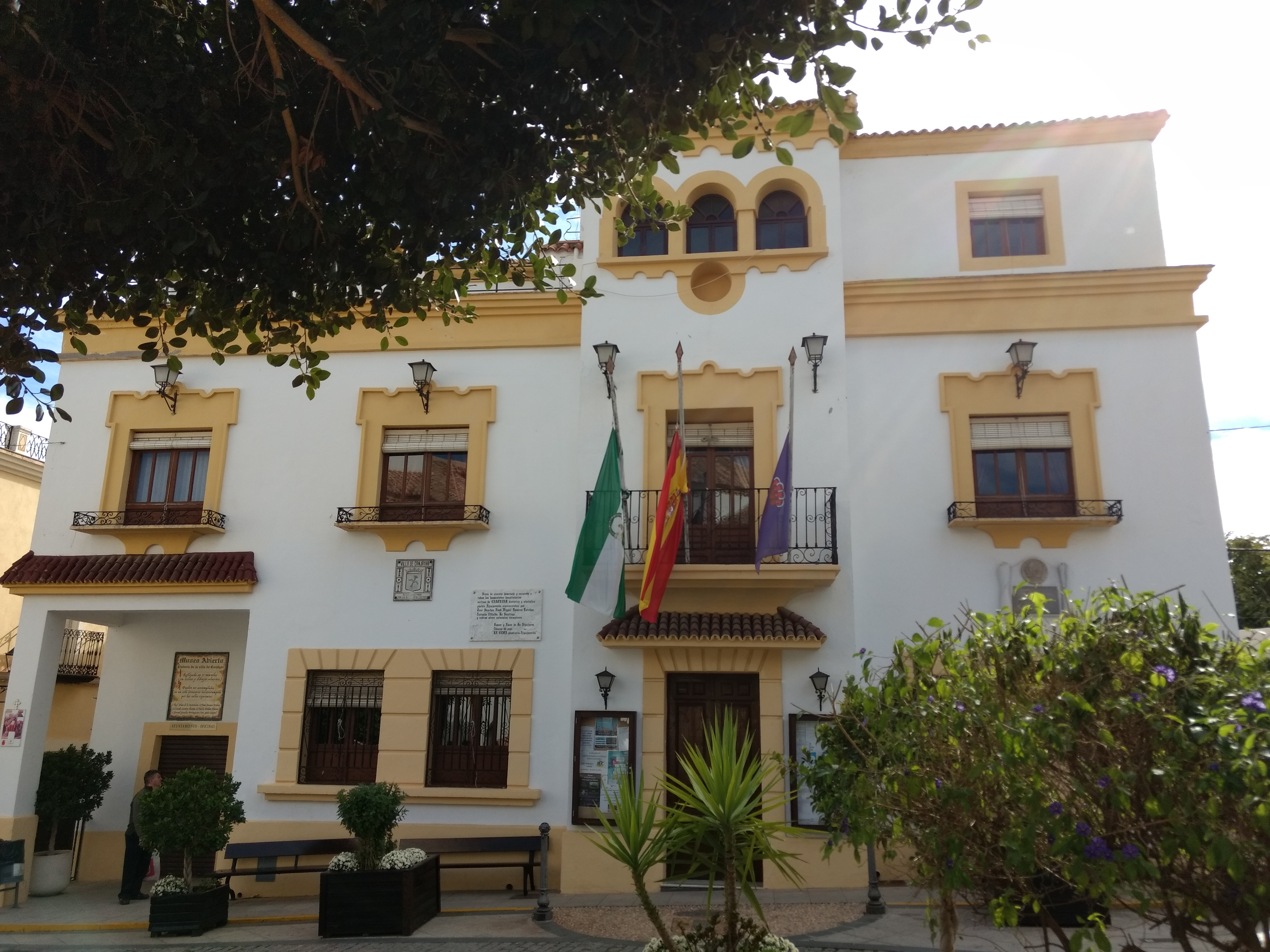
Casa Consistorial de Canjáyar

### Alcaldes
| Periodo   | Nombre                     | Partido |
| --------- | -------------------------- | ------- |
| 1979-1983 | José Romera Granados       | UCD     |
| 1983-1987 | José Pérez Blánquez        | PSOE    |
| 1987-1991 | Miguel Cortes Fuentes      | AP      |
| 1991-1995 | José Pérez Blánquez        | PSOE    |
| 1995-1999 | José Sánchez Sánchez       | PP      |
| 1999-2003 | Francisco Guzmán Sánchez   | PSOE    |
| 2003-2007 | Francisco Guzmán Sánchez   | PSOE    |
| 2007-2011 | Francisco Alonso Martínez  | PP      |
| 2011-2015 | Francisco Alonso Martínez  | PP      |
| 2015-2019 | Francisco Alonso Martínez  | PP      |
| 2019-2023 | Juan José Romera Rodríguez | PP      |
| 2023-act. | Antonia Urrutia Abad       | PP      |

## Servicios públicos

### Educación
La localidad cuenta con un instituto de educación secundaria, el I. E. S. Valle del Andarax y un colegio [educación primaria] el C. E. I. P. Santa Cruz.

### Sanidad
La localidad cuenta con un centro de salud.

## Cultura

### Patrimonio Artístico y Monumental

#### Monumentos religiosos
- Iglesia de La Santa Cruz: Es un templo de estilo románico tardío, data del siglo XVI. El templo conserva una reliquia de la Santa Cruz y ha sido restaurado. El edificio actual es una reconstrucción de una anterior destruida en gran parte por el seísmo de 1804 y estaba edificada sobre la antigua mezquita cuyo muro de la qibla se situaba en la actual entrada. El 19 de abril de 1611, con la realización de unas obras de reforma en el baptisterio del templo, apareció una cruz en uno de sus muros.
- Ermita de San Blas: Situada en la colina del barrio homónimo, es una construcción del siglo XIX, que se construyó sobre los restos de lo que debió ser el antiguo Castillo de Canjáyar.